# Европейская (гостиница, Симферополь)
Гостиница «Европейская», ранее «Золотой якорь» — название трёх несохранившихся до настоящего времени исторических зданий в Симферополе последовательно стоявших на одном месте на углу улицы Салгирная (ныне Проспект Кирова) и переулка Фабра (ныне переулок Совнаркомовский, расширенная начальная часть улицы Александра Невского). Все они использовались как гостиницы. Первое, двухэтажное, здание было построено в первой половине XIX века, перестроено в 1897 году, позднее построено новое, трехэтажное, одно из лучших зданий города. В годы Гражданской войны в России его занимали штабы практически всех армий, которые контролировали Симферополь. Позднее в ней размещался ЦИК и Совнарком Крымской АССР. Здание сильно пострадало в годы Великой Отечественной войны, не восстанавливалось и было снесено в 1950 годы. В настоящее время на его месте располагается сквер имени 200-летия Симферополя.

## История

### В Российской империи
На месте приобретённого с торгов симферопольским чиновником, позднее екатеринославский губернатором, А. Я. Фабром бывшего дома Лесли им был построен новый дом. По завещанию Фабра, дом был превращен в приют для мальчиков-сирот и полусирот, где они получали общее и специальное техническое образование. При приюте была открыта ремесленная школа, готовившая кузнецов, слесарей и других специалистов, где училось 18 учеников. Приюту принадлежало более 8 тыс. десятин земли в Крыму и около 300 тыс. рублей — пожертвования Фабра и других лиц. Переулок в обиходе назывался также и официально получил имя Фабра в 1904 году.
В 1839 году углу Салгирной и Фабра была построена небольшая гостиница «Золотой Якорь» (третья в городе после «Одессы» и «Афинской»). Гостиница «Золотой якорь» в сентябре 1846 года послужила пристанищем приехавшему в Симферополь на гастроли актёру М. С. Щепкину и сопровождавшему его критику В. Г. Белинскому.

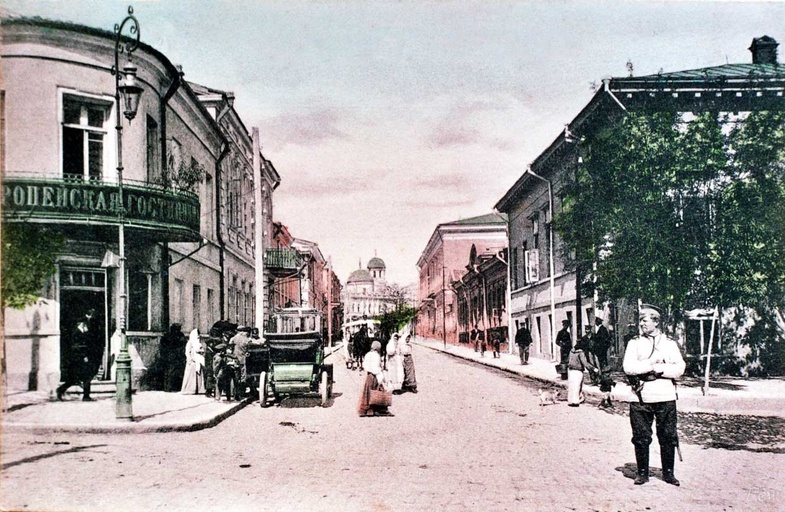
Гостиница Европейская до перестройки, переулок Фабра, дореволюционная раскрашенная почтовая карточка

Несколько месяцев (с перерывами) в 1854—1855 годах во время Крымской войны в гостинице «Золотой якорь» на улице Салгирной жил хирург Н. И. Пирогов. Он работал в Севастополе с октября 1954 года по май 1855 года, а после поездки в Петербург вернулся в Симферополь, где руководил госпиталями с сентября по ноябрь 1855 года. Он сделал множество операций, читал лекции местным врачам в доме А. Я. Рудзевича (ныне ул. Р. Люксембург, 11а).
С. Н. Сергеев-Ценский в романе «Севастопольская страда» так представляет этот эпизод, используя более позднее название гостиницы: «Дым коромыслом стоял в гостинице „Европа“. Все комнаты были прочно заняты приезжими, платившими за них по самым высоким ценам… Пирогов, приехавший сюда на паре госпитальных лошадей, заранее знал, конечно, что нечего было и думать устроиться на несколько дней в лучшей из симферопольских гостиниц, и все-таки он, сойдя с коляски, вошел в „Европу“».
В 1897 году новый владелец Шнейдер выстроил на этом месте новую двухэтажную гостиницу и назвал её «Европейская». В путеводителе Г. Г. Москвича 1908 года она упоминается как одна из многих: «Европейская против бульвара. Номера от 75 копеек, двойные от 1 р. 50 коп.»
Позже гостиница была перестроена. Новое здание стало трехэтажным и сразу стало одним из лучших зданий в Симферополе. Путеводитель по Крыму от 1913 года уже выделяет её особо: «Европейская гостиница — самая большая и самая комфортабельная в городе. Она находится на Салгирной улице у бульвара. Выделяется оригинальным стильным фасадом». Рекламный проспект гостиницы сообщал: «75 салонов и номеров. Полный комфорт. Электрическое освещение, центральное отопление. Ванны. Лифт. Помещение для экипажей и лошадей. Гараж. Роскошный ресторан, столовая, кабинеты, образцовая кухня».

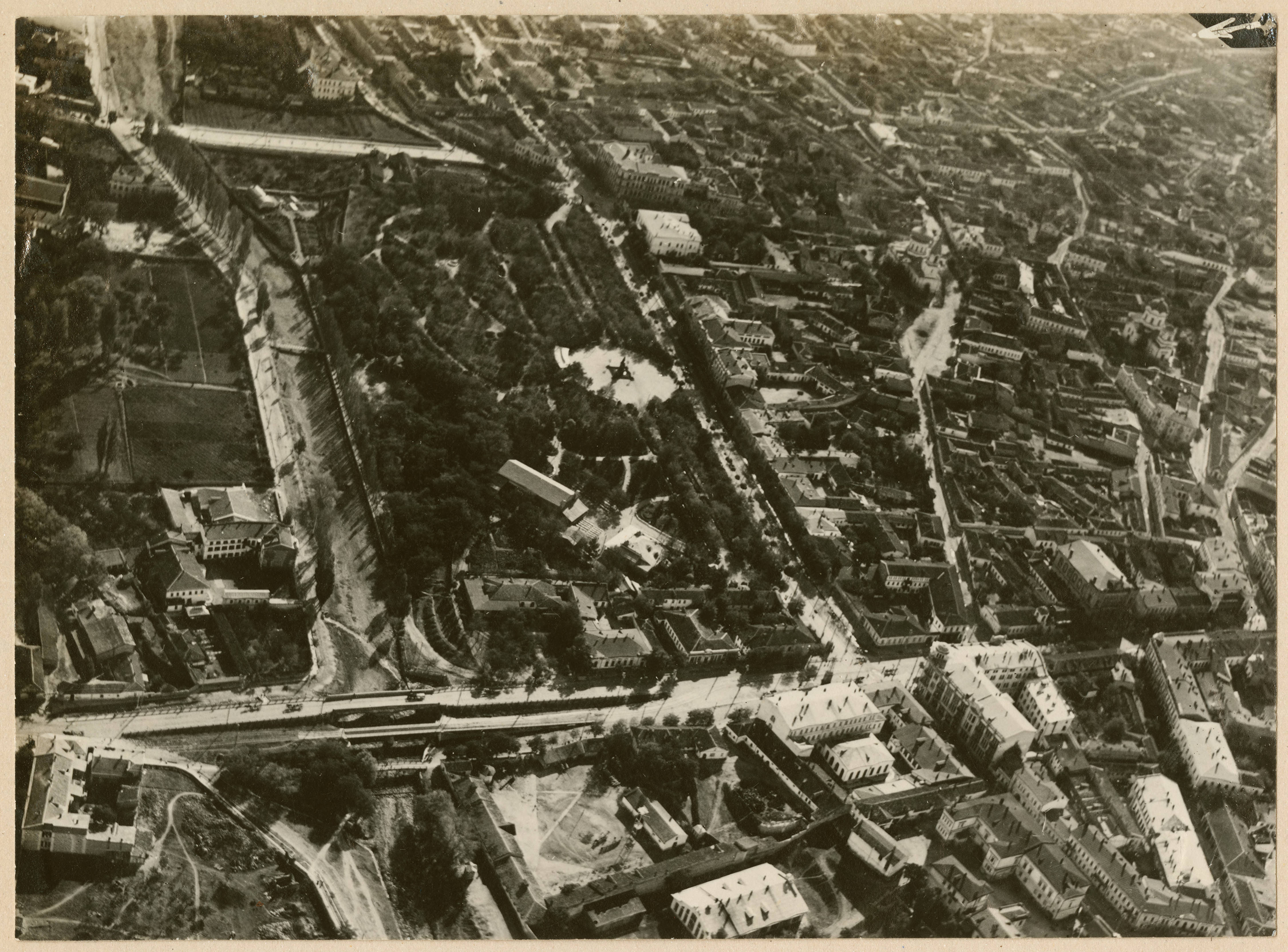
Гостиница "Европейская" (внизу справа) на немецком аэрофотоснимке 1918 года

### Во время Гражданской войны и смены властей
Гостиница «Европейская» стала в январе 1918 года штабом красногвардейских отрядов из Севастополя, свергших Крымскую народную республику и установивших в городе Советскую власть. В феврале — марте 1918 года здесь работали ЦК Советов и ЦИК Социалистической советской республики Тавриды во главе с Ж. А. Миллером. Здесь размещались кабинеты Главного комиссара при Совете по военным делам и борьбе с контрреволюцией Ю. П. Гавена, командующего красногвардейским отрядом С. В. Хацко и другие.
Князь В.А.Оболенский вспоминает о периоде немецкой оккупации в 1918 году и визите в штаб Р. фон Коша: ".. я сейчас же отправился в Европейскую гостиницу, где неизменно помещались все штабы войск, занимавших Симферополь... ....В Европейской гостинице я сразу попал в особую немецкую атмосферу дисциплины и порядка, увеличивавшую ощущение зависимости от грубой военной силы, над нами властвовавшей. Всюду надписи и стрелки с указанием — где какое начальство находится, чистота удивительная, подтянутые писари с пачками бумаг беззвучно, на цыпочках шныряют по коридорам и по лестнице. А среди этой строго соблюдаемой тишины гулко раздаются твердью шаги с позвякиванием шпор офицера и его односложные повелительные распоряжения…".
После немецкой оккупации в апреле-октябре 1918 года и власти Крымского краевого правительства Крым был занят красными. 5 апреля 1919 1-я Заднепровская Украинская советская дивизия захватила Перекопский перешеек. Не встречая серьёзного сопротивления на полуостров вошли управление дивизии, 2-ю стрелковая бригада, инженерный батальон, автоброневой дивизион ОН при СНК УССР. 10 апреля 2-я стрелковая бригада заняла Симферополь. В апреле 1919 года в гостинице «Европейская» расположился штаб дивизии во главе с комдивом П. Е. Дыбенко и начальником политотдела дивизии А. М. Коллонтай. Позднее здесь же находился штаб вновь созданной Крымской советской армии. К середине июня 1919 красные были выбиты из Крыма.
Тот же Оболенский застал вход в город добровольцев в 1919 году: "Помещение гостиницы, в которой еще два дня тому назад находился штаб Красной армии, было невероятно грязно. По пустым коридорам слонялись, гремя шпорами, сильно подвыпившие офицеры, из какого-то номера раздавались пьяные песни и крики". 

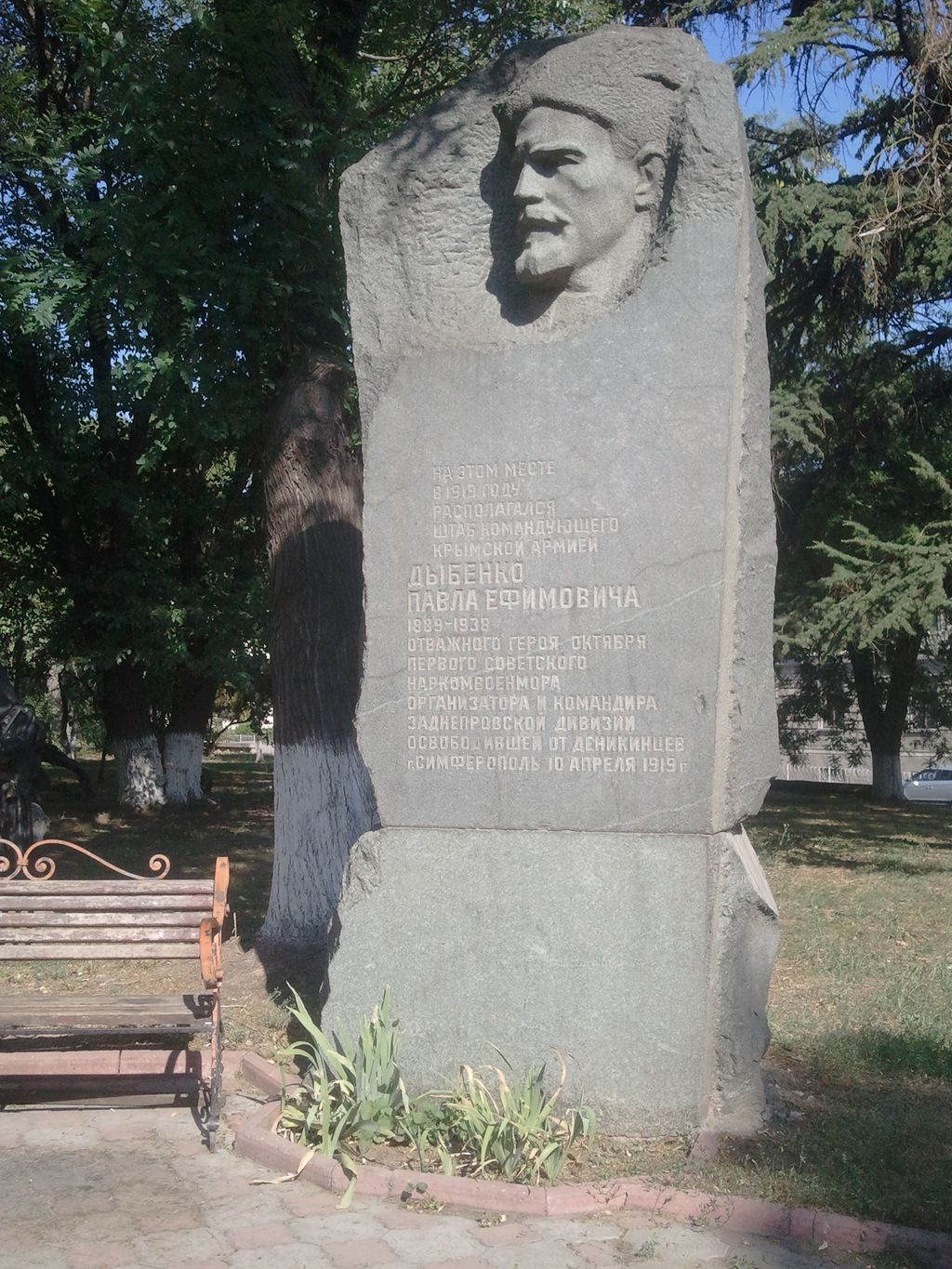
Мемориальная стела с горельефом П. Е. Дыбенко, первого наркомвоенмора Российской Советской Республики, установлена в Симферополе в 1968 году там, где в 1919 года находился штаб Крымской советской армии. Скульптор — Н. П. Петрова.

В последних числах декабря 1919 года капитан ВСЮР Н. И. Орлов получил предложение от нового заведующего корпусным тылом светлейшего князя капитана 2 ранга С. Г. Романовского сформировать особый отряд защиты Крыма. Он приступил к формированию отряда (в некоторых источниках добровольческого полка) по оценкам Я. А. Слащёва численностью около 500 человек. Для штаба формирования была предоставлена Европейская гостиница. Формирование отряда «происходило как-то безалаберно, хаотично. Приходили люди, регистрировались в Европейской гостинице, уходили, являлись каждый день, никакой службы не несли».
После начала мятежа в городе были произведены аресты многих высших гражданских и военных властей, арестованы многие штаб-офицеры, арестован комендант Севастопольской крепости ген. В. Ф. Субботин, начальник Штаба Новороссийской области ген. В. В. Чернавин. Все арестованные препровождены в Европейскую гостиницу, где помещался штаб Орлова.

### В Крымской АССР
30 мая 1924 года переулок Фарба был переименован в Совнаркомовский, так как его главное здание — бывшую гостиницу «Европейскую» — заняли КрымЦИК, Совнарком и наркоматы Крымской АССР. С балкона здания руководство Крыма часто приветствовало различные демонстрации по улице Салгирной. Между 1935 и 1938 годом правительство получило собственное здание и перед войной гостиница на корокий срок вернула своё первоначальное предназначение, что прослеживается на подписях к фотооткрыткам.

### Во время Великой Отечественной войны
Во время подготовке к обороне в 1941 году советской стороной парадный подъезд был заложен кладкой и превращен в ДОТ с амбразурой. Во время оккупации использовалось как административное здание руководства генерального округа «Крым». Тут размещались Главное управление СД (службы безопасности) по Крыму, Охранная полиция СС, стол находок и адресное бюро.
Постройка сильно пострадала в годы войны, здание было взорвано в апреле 1944 при отступлении немцев и было принято решение его не восстанавливать. Завалы были разобраны, но оставались подвальные помещения. Детьми мы с друзьями любили исследовать подвалы разрушенной гостиницы, все искали там сокровища, не взирая на опасность быть завалеными. Как-то раз даже нашли остатки старого оружия, но взрослые быстро отобрали у нас опасные «трофеи». А когда рабочие ломали одну из уцелевших стен, из неё веером вылетела кипа царских денег и «керенок», тогда мы с ребятами кинулись их собирать, — вспоминал Василий Керсанов, старожил Симферополя.
После войны, в 1950-е, были окончательно снесены разрушенные здания гостиницы «Европейская» и главпочтамта, а в 1968 году установлен памятник П. Е. Дыбенко к 50-летию занятия Симферополя его войсками. В 1984 году сквер Дыбенко переименовали в сквер 200-летия Симферополя.
В музее истории города Симферополя, открытом в июне 2009 года на ул. Пушкина, 17, большой зал посвящен дореволюционной истории города Симферополя. Тут размещены макет гостиницы «Европейская», телефонная будка, афишная тумба, фонари.